# Chelsea Heights
Chelsea Heights ist ein Stadtteil der australischen Stadt Melbourne. Er befindet sich ca. 30 km vom Stadtzentrum entfernt. 2016 hatte der Stadtteil eine Einwohnerzahl von 5.335.
Ursprünglich war die Gegend von Sumpf geprägt, aus dem lediglich einige Sanddünen herausragten, die als Islands of Wannark Laddin bezeichnet wurden. Ab 1850 wurden Teile des Sumpfs trockengelegt, um Ackerland zu gewinnen. Der Name Chelsea wurde 1882 von einem Einwohner für den dortigen Bahnhof, Chelsea Station, vorgeschlagen. 1912 wurde die gesamte Gegend in Chelsea Heights umbenannt.